# Ludwig Galerie (Saarlouis)
De Ludwig Galerie is een museum in Saarlouis in de Duitse deelstaat Saarland. Het museum maakt deel uit van de Ludwigmusea.

## Geschiedenis
Op 30 mei 1989 werd het museum op initiatief van de stad Saarlouis gesticht als Museum Haus Ludwig für Kunst der DDR, Het werd gehuisvest in een voormalig representatief (bank)gebouw in het centrum de stad. Aanvankelijk werden er alleen werken getoond van kunstenaars uit de voormalige DDR. Dit was het resultaat van de eerste Duits-Duitse stedenband, tussen Saarlouis en Eisenhüttenstadt, zoals die door de toenmalige minister-president van de deelstaat Saarland, Oskar Lafontaine, en het toenmalige staatshoofd van de DDR, Erich Honecker, was afgesloten.
Reeds in 1990 werd het museum omgedoopt in Museum Haus Ludwig für Kunstausstellungen Saarlouis. In samenwerking met de Ludwig Galerie Schloss Oberhausen worden sindsdien wisselexposities gepresenteerd van regionale, nationale en internationale kunstenaars, waarbij de collectie Ludwig van het echtpaar Peter en Irene Ludwig een belangrijke rol speelt.
In 2017 verhuisde het museum naar een voormalige kazerne tegenover het oude gebouw. Bij die gelegenheid kreeg het museum zijn huidige naam.